# Training Day
Training Day (v anglickém originále Training Day) je americký dramatický film z roku 2001. Režisérem filmu je Antoine Fuqua. Hlavní role ve filmu ztvárnili Denzel Washington, Ethan Hawke, Scott Glenn, Tom Berenger a Harris Yulin.

## Ocenění
Denzel Washington získal za roli v tomto filmu Oscara. Nominován byl i na Zlatý glóbus a SAG Award. Na Oscara a SAG Award byl za svou roli nominován také Ethan Hawke.

## Obsazení
| Denzel Washington | Alonzo Harris   |
| Ethan Hawke       | Jake Hoyt       |
| Scott Glenn       | Roger           |
| Tom Berenger      | Stan Gursky     |
| Harris Yulin      | Doug Rosselli   |
| Raymond J. Barry  | Lou Jacobs      |
| Cliff Curtis      | Smiley          |
| Dr. Dre           | Paul            |
| Snoop Dogg        | Blue            |
| Macy Gray         | Sandmanova žena |
| Nick Chinlund     | Nick            |
| Peter Greene      | Jeff            |
| Terry Crews       | člen gangu      |